# Microscleroderma
Microscleroderma is een geslacht van sponsdieren uit de klasse van de Demospongiae (gewone sponzen). 

## Soorten
- Microscleroderma chonelleides (Döderlein, 1884)
- Microscleroderma herdmani (Dendy, 1905)
- Microscleroderma hirsutum Kirkpatrick, 1903
- Microscleroderma lamina Perez, Vacelet, Bitar & Zibrowius, 2004
- Microscleroderma novaezelandiae Kelly, 2007
- Microscleroderma spirophora (Lévi, 1960)
- Microscleroderma stoneae Lévi & Lévi, 1983